# Nazim Baykishiyev
 (février 2024).
Nazim Baykishiyev (en azéri: Nazim Zöhrab oğlu Bəykişiyev; né le 29 juin 1948 à Bakou, en Azerbaïdjan) est un Artiste du peuple de la République d'Azerbaïdjan (2006), décorateur de théâtre et de cinéma.

## Biographie
Nazim Beykishiyev travaille à la Galerie nationale de peinture de Bakou après avoir obtenu son diplôme de la faculté de peinture de l'École d'art Azim Azimzade.
En 1970-1975, il achève la faculté des artistes de théâtre de l'Institut national des arts à Moscou, la classe de l'artiste du peuple de l'URSS Sergueï Obraztsov. Il travaille comme peintre-scénographe au Théâtre de marionnettes et au Théâtre dramatique russe. Plus tard, il travaille comme décorateur en chef du Théâtre dramatique musical d'État de Sumgayit, nommé d'après Huseyn Arablinsky, du Théâtre de comédie musicale d'État d'Azerbaïdjan et du Théâtre national des jeunes spectateurs d'Azerbaïdjan.
Depuis 2001, il est le scénographe en chef du Théâtre dramatique national académique d'État d'Azerbaïdjan. Ici, il joue et donne la conception artistique à des productions telles que « Le Diable et la Calamité » de Huseyn Djavid, « Un péché » de R. Alizadeh, « Ministre de Lankaran Khan » de Mirza Fatali Akhoundov, « Jeu de boule de neige d'été » de Vagif Samedoglu, « Hamlet » de W. Shakespeare, « L'assassin » d'Elchin, « Si seulement le chariot ne se renversait pas » d'O. Ioseliani.

## Distinctions
- Prix d'État de la RSS d'Azerbaïdjan - 1984
- Titre honorifique d'« Artiste émérite de la République d'Azerbaïdjan » — 30 mai 2002[4]
- Titre honorifique « Artiste du peuple de la République d'Azerbaïdjan » — 29 décembre 2006

## Filmographie
- Bonjour, mon ange!